# Maison danoise. Præsident Coty. 4.-5. maj 1955
|  | Denne artikel er oprettet af botten PalnaBot ud fra en ekstern database. Den kan derfor have sproglige fejl eller mangler. Denne skabelon kan fjernes efter kontrol af indholdet. |

Maison danoise. Præsident Coty. 4.-5. maj 1955 er en film med ukendt instruktør.

## Handling
INDHOLD: 00:02:00 Paris: Det danske hus i Paris (Maison du Danemark) skal indvies i maj 1955. Klip fra forberedelserne, gæster der ankommer og fransk æresvagt. Klip fra Champs-Élysées og en café med danske flag på bordene. Håndværkere i gang med forberedelserne til indvielsen. Danske og franske flag. 00:03:57 København: Kong Frederik IX og dronning Ingrid ankommer til Toldboden, hvor de skal modtage den franske præsident René Coty. Kongen inspicerer forinden Livgarden. 00:04:55 Chalup lægger til ved kajen med præsidenten og de kongelige værter. Der hilses på de fremmødte kongelige familiemedlemmer og honoratiores. 00:05:57 I åben karet køres der fra Toldboden med Gardehusareskorte. 00:06:33 Præsident Coty inspicerer æresgarden. 00:06:55 Kongeskibet Dannebrog og et fransk krigsskib i Øresund. 00:07:37 Præsidentparret Coty går ombord på det franske krigsskib. 00:08:17 Kong Frederik og dronning Ingrid er med ombrod. Der affyres salut fra det franske krigsskib. 00:10:12 10 årsdagen for Danmarks befrielse fejres. Klip fra fest og mindehøjtideligheder. 00:10:11 Ryvangen. 00:10:32 Amalienborg slotsplads. Mange børn med flag på slotspladsen. De er alle født i 1945. Kongefamilien kommer frem på balkonen og hyldes. 00:13:14 Klip fra Københavns rådhusplads flagsmykket. Amalienborg igen. Ryvangen. 00:14:01 Et FDF-orkester marcherer spillende ind på Amalienborg slotsplads. Ryvangen igen. Korte klip, men kan klippes sammen. Slut ved 00:14:53.